# Pirol
Der Pirol (Oriolus oriolus) ist ein Singvogel aus der Gattung der Eigentlichen Pirole (Oriolus) innerhalb der Familie der Pirole (Oriolidae). Die Männchen sind leuchtend gelb gefärbt, wohingegen die Weibchen eher unscheinbar sind. Die Art ist ein waldbewohnender Brutvogel im Norden und Westen Eurasiens, der im südlichen Afrika überwintert.

## Systematik und Etymologie
Der Pirol wurde 1758 durch Carl von Linné in der 10. Auflage von Systema Naturae als Coracias oriolus erstbeschrieben und demnach der Familie der Racken zugeordnet. Inzwischen wird er jedoch in die Gattung Oriolus gestellt.
Er gilt derzeit als monotypisch. Früher galt der Indienpirol (Oriolus kundoo) allerdings als Unterart des Pirols, bis er 2005 zum Artstatus erhoben wurde.
Das Artepitheton kommt wohl vom altfranzösischen Oriol bzw. Oryol, welches den typischen Ruf des Pirols wiedergeben soll. Eine andere Theorie besagt, dass sich der Name vom lateinischen aureolus ableitet, was „golden“ bedeutet und auf die leuchtend gelbe Farbe des Pirols anspielt.
Der deutsche Name der Art hat sich aus dem vulgärlateinischen Wort pyrrhulus entwickelt, was „rötlichgelb“ bedeutet.

## Aussehen

Pirol, im Vordergrund Männchen, dahinter Weibchen, ganz hinten ausgeflogener Jungvogel (Illustration von 1901)

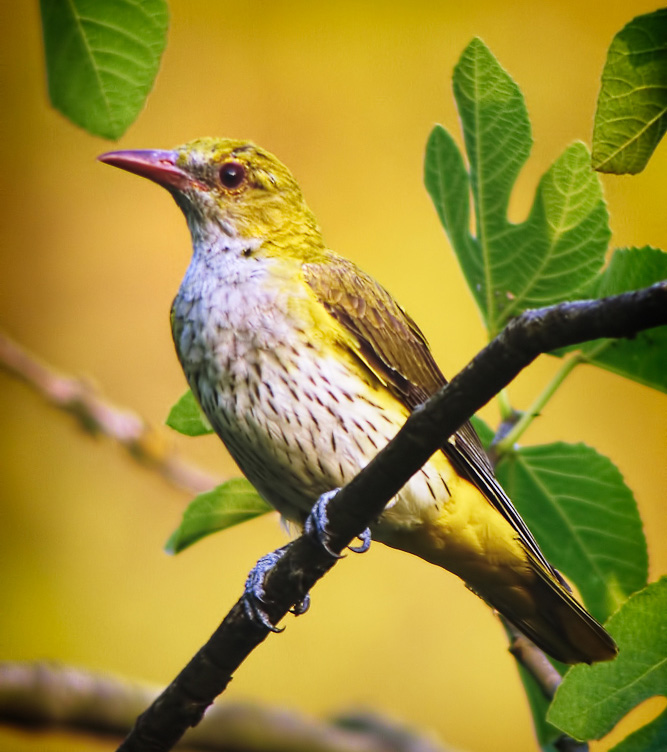
Pirolweibchen

Der Pirol ist ein schlanker Vogel, der eine Körperlänge bis zu 24 Zentimetern erreicht. Männchen wiegen im Durchschnitt 41 Gramm, die Weibchen dagegen 71,8 Gramm. Beide Geschlechter zeigen einen rosa bis rostfarbenen Schnabel. Vom Schnabelgrund bis zum Auge reicht beim Männchen (und beim Weibchen im Fortschrittskleid) ein schwarzes Zügelband, bei jungen Weibchen ist dieses grau und weniger deutlich erkennbar. Die Augen haben einen bräunlichen, auch ins Rötliche gehenden Farbton, der Schnabel ist dunkel rötlichrosa, die Beine dunkel schwärzlichviolett.
Pirole zeigen im Federkleid einen auffälligen Sexualdimorphismus. Das Männchen hat einen grellgelben Rumpf und schwarzviolette Flügeldecken mit einem gelben Fleck am Flügel, die mittleren Steuerfedern sind schwarzviolett und schmal gelb begrenzt, die äußeren sind gelb. Junge Weibchen sind mattgrün gefärbt mit etwas hellerer, gesprenkelter Brust und Bauch und einem gelblichen Unterbauch. Diese Färbung verbessert die Tarnung beim Brüten auf dem Nest. Ältere Weibchen weisen zum Teil deutlich mehr Gelb im Gefieder auf, die Unterseite ist aber immer fein dunkel gestrichelt. Ihr Gelbanteil ist mitunter größer als der von dreijährigen Männchen, sodass die Geschlechtsbestimmung anhand der Gefiederfärbung nur eingeschränkt möglich ist.

## Stimme
Das Männchen verfügt über einen leiseren Zwitscher-Gesang. Der klangvoll flötende Gesang wird sprachlich hilfsweise mit der Umschreibung „dü-delüü-lio“ oder aber „büloo-büloo“ wiedergegeben und ist in seiner Variabilität als Erkennungsmerkmal zwischen einzelnen Männchen nutzbar. Den Gesang beherrschen die Altvögel beiderlei Geschlechts, die Weibchen jedoch nicht in der Perfektion wie die männlichen Partner.
Der Lockruf lässt sich mit „rääij-rääij“ oder als „wiäächt-wiäächt“ angeben. Die Vögel krächzen bei Aufregung, was mit einem „chrrrääh“ umschrieben wird. Der aggressive Warnruf klingt spechtartig wie „djick-jick“.

## Verbreitungsgebiet

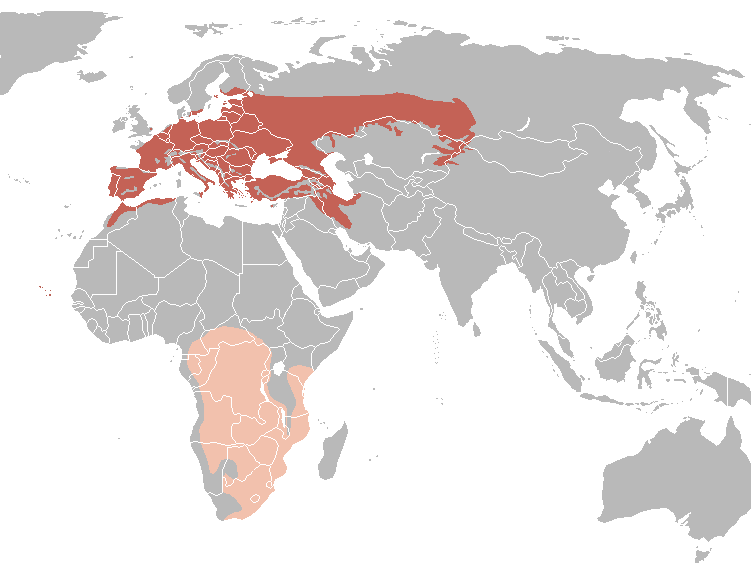
Verbreitungsgebiet des Pirols (dunkelrot: Brutgebiet, hellrot: Überwinterungsgebiet)

### Brutareal
Der Pirol ist ein Brutvogel der West- und Zentralpaläarktis. Das Verbreitungsgebiet erstreckt sich vom Nordwesten Afrikas sowie Spanien und Portugal bis etwa zum 100. östlichen Längengrad im Süden Sibiriens. Die Südgrenze des Verbreitungsgebietes verläuft in Europa von den Balearen über Korsika, Sizilien, die Mitte Griechenlands und Zypern und im Osten weiter über den Nordwesten Irans und das Elburs-Gebirge. Die nördliche Verbreitungsgrenze verläuft über den Norden Frankreichs, den Süden Großbritanniens, Dänemark und den Süden Schwedens. Das nördlichste Vorkommen in Finnland liegt etwa beim 62. bis 63. nördlichen Breitengrad, in Russland etwa beim 60. Als Arealgrenze wird häufig die 17-°C-Juli-Isotherme angegeben. Sein Brutgebiet erstreckt sich damit vom Süden der borealen Zone bis zur mediterranen und Steppenzone.
In Mitteleuropa ist der Pirol ein Brutvogel des Tieflands. Er fehlt gewöhnlich in den Mittelgebirgen sowie weitgehend in den Alpen. Er kommt typischerweise selten in Höhenlagen über 600 Metern vor. Der höchste Brutnachweis für die Schweiz liegt bei 1.160 Höhenmetern. In Baden-Württemberg wurden Nester in Höhenlagen von 730 Metern gefunden.

### Wanderungen
Der Pirol ist in seinem gesamten Verbreitungsgebiet ein obligater Zugvogel mit Überwinterungsgebieten vor allem in den Hochländern und Waldgebieten des östlichen Afrikas, südwärts bis zu den Kapprovinzen. Auch Madagaskar wird erreicht. Daneben überwintern insbesondere iberische sowie maghrebinische Vögel bevorzugt in den westafrikanischen Baumsavannen und Flussgebieten des Nigers, Senegals und Gambias. In den Überwinterungsgebieten kommt die Art bis in Höhen von 3000 Metern und mehr vor.
In Südafrika ist der Pirol hauptsächlich von November bis April präsent. Dort lebt der scheue Vogel vorwiegend einzelgängerisch und ist meist still. Er bewohnt baumreiche Lebensräume wie feuchte Laubwälder, insbesondere Mopane-Wälder, und meidet trockene und schattenfreie Gebiete wie die Namib, die südwestliche Kalahari und die Karoo. Stattdessen ist er meist in der Nähe von Flüssen wie dem Limpopo und dem Save sowie deren Nebenflüssen anzutreffen. Unbekannt ist, ob Pirole auch während ihres Aufenthalts im südlichen Afrika umherziehen oder in dieser Zeit sesshaft sind.
Pirole sind Breitfrontzieher, sie überqueren die Alpen und die Sahara ohne Umgehungsstrecken. Der Wegzug aus den Brutgebieten beginnt schon Ende Juli und erreicht Ende August seinen Höhepunkt; Nachzügler sind in Mitteleuropa bis in den Oktober zu beobachten. Die afrikanischen Winterquartiere werden ab Ende Januar geräumt; meist erfolgt der Heimzug in die Brutgebiete etwas westlicher (Schleifenzug) als der Wegzug. Die ersten Pirole erreichen ihre mitteleuropäischen Brutplätze Ende März, die meisten erscheinen erst Anfang Mai.

## Lebensraum
Pirole leben bevorzugt in Auwäldern, Bruchwäldern und sonstigen Feuchtwäldern in Gewässernähe. Daneben sind sie auch in verhältnismäßig trockenen Laub-, Misch- und Nadelwäldern anzutreffen. Fichtenwälder und das Innere von großen, zusammenhängenden Wäldern meiden sie jedoch.
In menschlichen Siedlungen und Kulturland zieht es sie zu Parks, Gartenanlagen, Friedhöfen, Obstgärten und Streuobstwiesen. Auf dem Zug in den Süden und im Winterquartier bewohnen sie außerdem Weinberge und Olivenplantagen, Oasen und Hochgebirge. Meist verbergen sie sich in den Kronen großer Bäume, wo sie nur schwer zu entdecken sind.

## Ernährung
Pirole ernähren sich in der Brutzeit bis zum Ausflug der Jungen hauptsächlich von diversen Vertretern der Insekten, danach auch von pflanzlicher Nahrung wie Früchten und Beeren.
Schmetterlingsraupen machen – einer Untersuchung von 1888 aus Russland zufolge – bei adulten Pirolen insgesamt 75 % aller eingenommenen Insekten aus. Es werden insbesondere die Raupen von Schwärmern, Zahnspinnern wie Mondvögeln, Wollraupenspinnern wie Kupferglucken, Vertretern der Familie Erebidae wie Braune Bären, Gespinst- und Knospenmotten sowie Eulenfaltern wie Zackeneulen und Pappelspinnern verzehrt. Die Raupen werden ebenso an Nestlinge verfüttert.
Nach den Schmetterlingsraupen als das mit Abstand beliebteste Nahrungsmittel folgen Wanzen, Zikaden, Heuschrecken, Käfer, Raubfliegen und Kamelhalsfliegen. Aber auch andere Insekten mit 0,3–7 cm Länge werden nicht verschmäht; letztendlich hängt die Zusammensetzung der Nahrung vor allem vom vorherrschenden Nahrungsangebot ab. So werden im Winterquartier häufig Termiten, die im Brutgebiet des Pirols nicht vorkommen, aus der Luft gefangen und gefressen. Auch verschiedene Spinnenarten und andere wirbellose Tiere finden nicht selten Anklang.
Früchte und Beeren werden insbesondere auf dem Zug in den Süden und kurz nach der Ankunft im Winterquartier verzehrt. Zu ihnen gehören u. a. Maulbeeren, Kirschen, Feigen, Trauben, Johannisbeeren, faule Äpfel und Birnen sowie Pflaumen. Da die Pirole häufig schon weiterziehen, bevor die Früchte ausgereift sind, sind sie selten Obstgarten- oder -plantagen-Schädlinge.

## Fortpflanzung

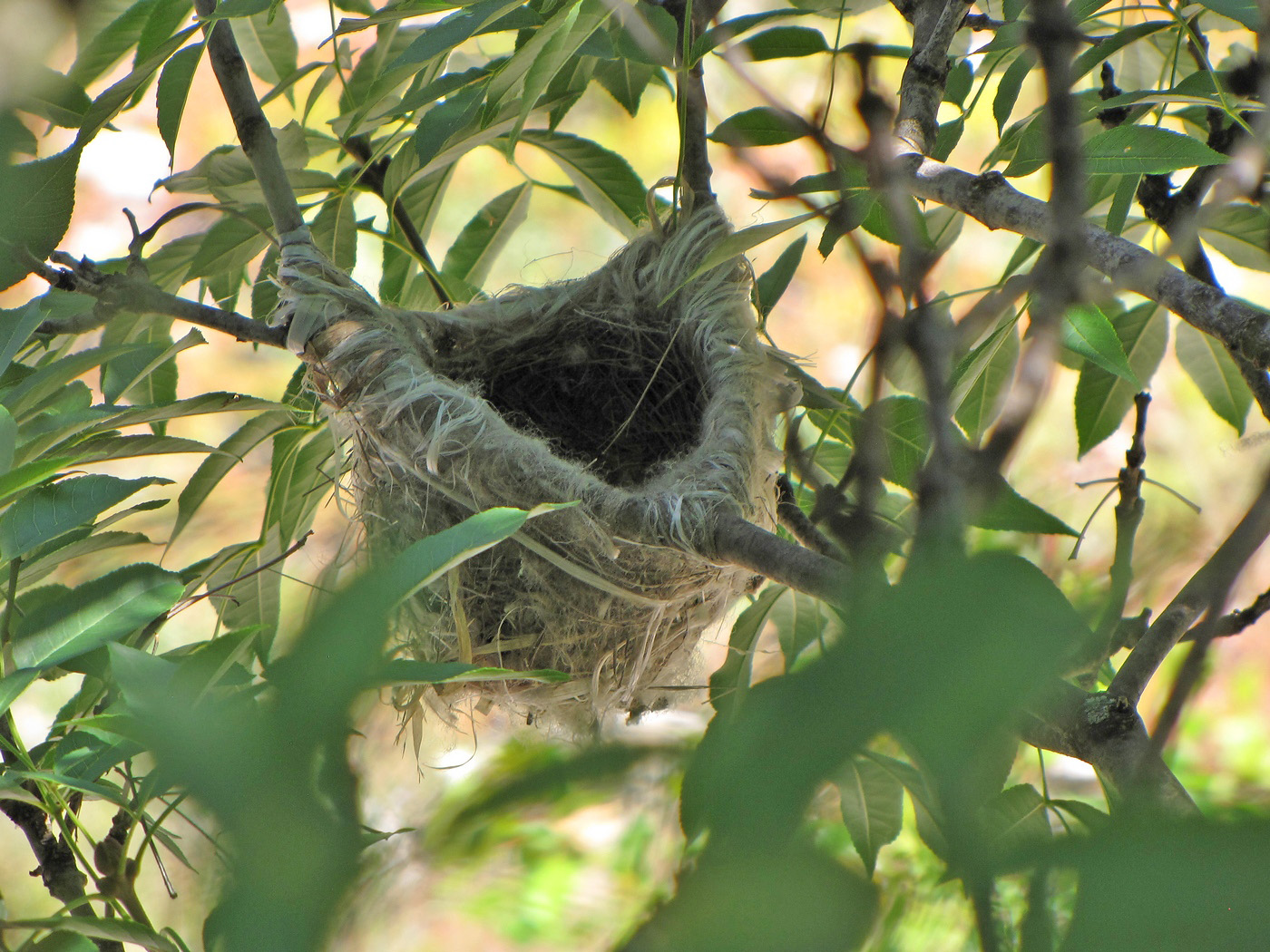
Pirolnest

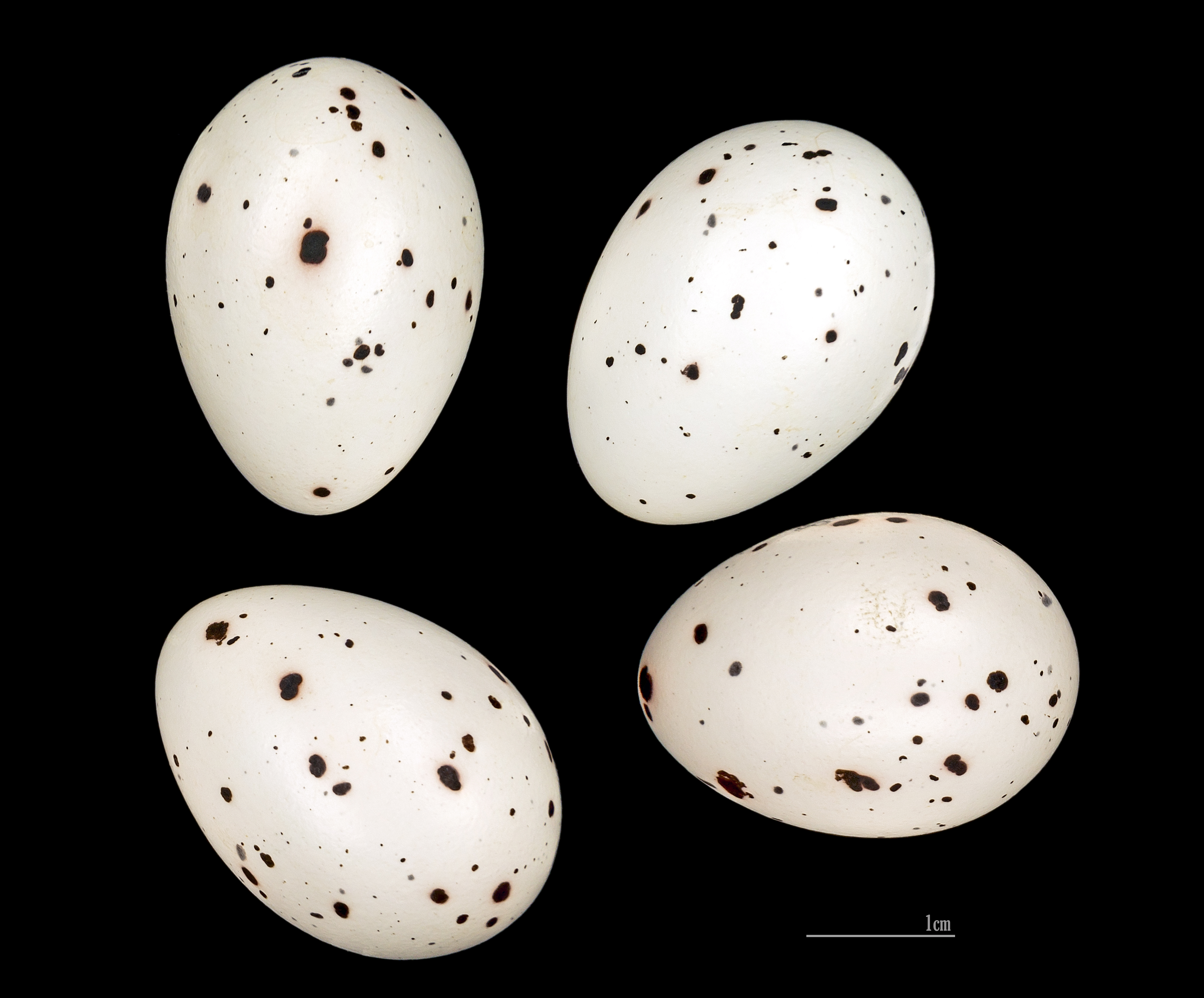
Eier von Oriolus oriolus

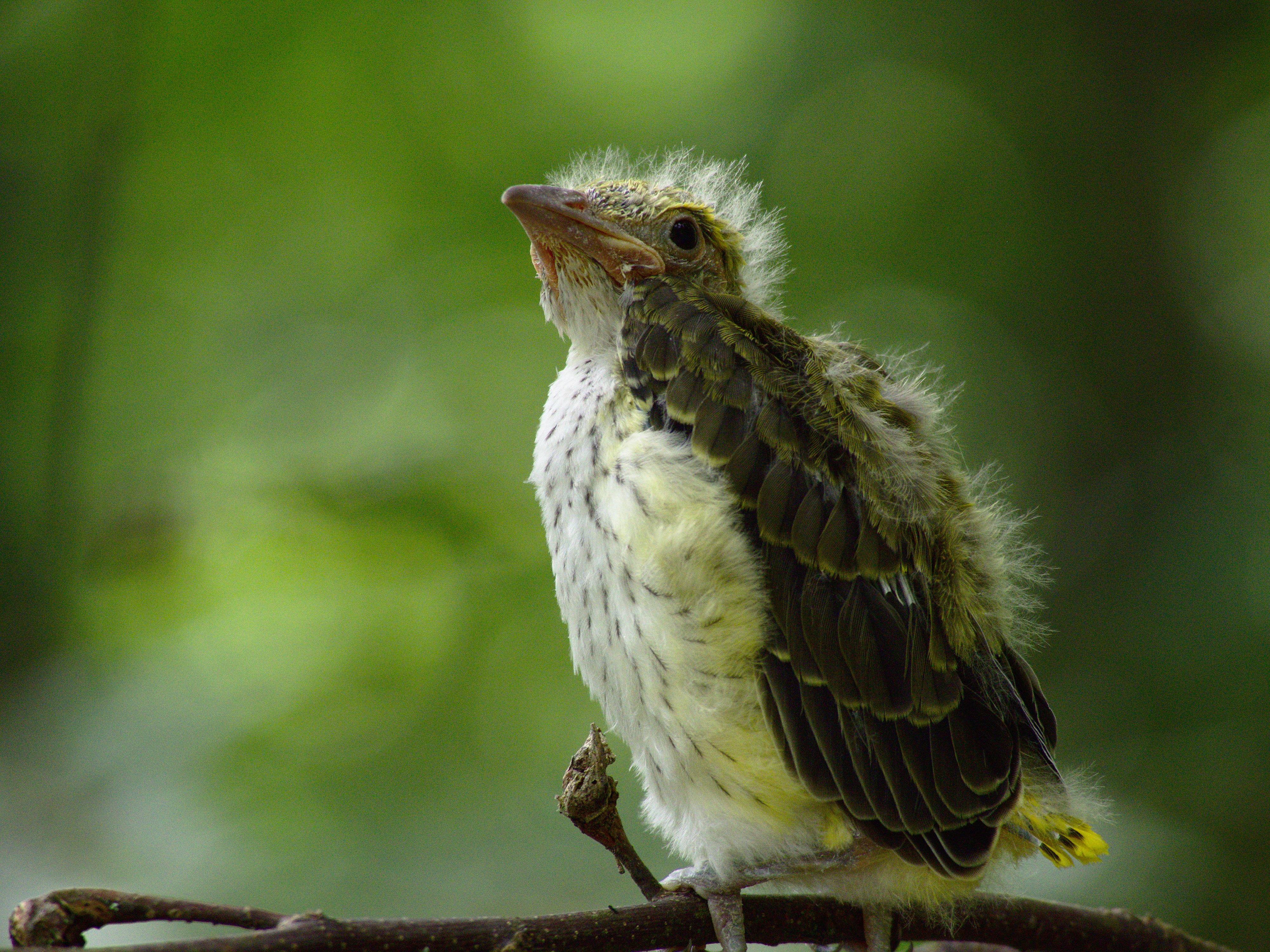
Frisch ausgeflogener Jungvogel in Galicien, Spanien

Die einzige Brut des Jahres beginnt meistens Ende Mai.
Das napfförmige Nest wird in einem Baum meistens in Höhen von 6–12 m und in unterschiedlicher Entfernung vom Stamm in einer Astgabel errichtet. In Mischwäldern sind die genutzten Bäume häufig einzelne, besonders hohe Eichen; aber auch Pappeln, Esskastanien und Kirschbäume werden zum Nestbau genutzt. Der Abstand zum nächsten Pirolnest beträgt in Gebieten mit vielen Pirolen mindestens 300 m. Das Weibchen beschäftigt sich alleine mit dem Nestbau, während das Männchen in einem nahe gelegenen Baum sitzt und singt oder das Weibchen mithilfe von Warnrufen vor Gefahren warnt. Bereits bevor das Nest fertig ist, wird dieses vom Weibchen vehement gegen Eindringlinge wie Eichhörnchen verteidigt, sogar das Männchen wird vom Nest ferngehalten. Dieses besteht aus trockenen Grashalmen, Bastfasern und kleinen Zweigen, die sorgfältig ineinander verwoben werden.
Die drei bis fünf rosa- oder cremeweißen Eier sind mit kleinen, graubraunen bis schwarzen Flecken versehen und werden hauptsächlich vom Weibchen 16–17 Tage lang bebrütet, bis die Jungen schließlich schlüpfen. Die beiden Elternteile wechseln sich bei der Fütterung der Jungen ab. In den ersten Tagen, wenn sie noch blind sind, sperren die Jungen ausschließlich auf Erschütterungen des Nestes hin, die durch den an- oder abfliegenden Altvogel ausgelöst werden, und geben Bettellaute von sich, wobei sie ihren Kopf hin und her drehen. Nach der Fütterung wartet der Altvogel, bis eines der Jungen Kot abgibt. In den ersten zehn Tagen ihres Lebens wird dieser vom Elternteil geschluckt; sind die Jungen älter, wird er vom Nest weggetragen. Die etwas älteren Jungen werden vor allem mit Insekten und Kirschen gefüttert; letztere werden aufgrund ihrer Größe erst vom Altvogel in die Mäuler der Jungen ausgepresst, bevor der Rest von einem der Jungen verschlungen werden kann. In diesem Alter putzen und strecken sich die Jungvögel bereits häufig, wobei sie sich weit über den Nestrand hinaus lehnen. Sie bleiben aber fest mit dem Nestboden verkrallt, damit sie nicht hinausfallen. Sie werden nur noch sehr selten vom Weibchen gehudert, nur bei starken Regenschauern setzt dieses sich auf sie.
Nach 16–17 Tagen verlassen die Jungvögel das Nest, nachdem sie schon am Tag zuvor auf dem Nestrand herumgeklettert sind. Sie haben zu diesem Zeitpunkt an Hals, Brust und Bauch eine lockere Nestbefiederung, die dann nach und nach vermausert wird. Beim Ausflug können sie noch recht schlecht fliegen und bleiben daher einige Tage in der Nähe des Nestes. Ruft ein Elternteil in dieser Zeit nach ihnen, so antworten sie mit einem „djiep-djiep-djieb“.
Die Altvögel lassen nach dem Ausflug der Jungen in der Verteidigung des Nestgebiets nach, Krähen und Eichelhäher werden jedoch noch abgewehrt. Sechs Wochen nach dem Ausflug ist die erste Mauser abgeschlossen; ihr zweites Jugendkleid ähnelt dem des adulten Weibchens. Die Jungen bleiben wohl bis zum Hochsommer bei den Eltern, wenn der Zug nach Süden ansteht.

## Gefährdungssituation und Bestand
Der europäische Brutbestand wird auf 3,4 bis 7,1 Millionen Brutpaare geschätzt. Der Verbreitungsschwerpunkt liegt hier im kontinentaleren Osteuropa. In Bulgarien, Rumänien, Ungarn, Russland, Belarus und der Ukraine kommen jeweils mehr als 100.000 Brutpaare vor. Der Bestand Mitteleuropas wird dagegen auf insgesamt 330.000 bis 520.000 Brutpaare geschätzt.
Obwohl die Pirolbestände von Jahr zu Jahr sehr starken Schwankungen ausgesetzt sein können, gelten die Bestände europaweit als stabil. Gefährdungsursachen bestehen vor allem durch Zugverluste (Unfälle, Abschuss) sowie durch Habitatzerstörung sowohl in den Überwinterungs- als auch in den Brutgebieten. Durch systematisch betriebenen Vogelfang in den Überwinterungsgebieten des Pirols (u. a. an der Mittelmeerküste Ägyptens) werden den Populationen vermutlich jährlich tausende Individuen entnommen.
In der Schweiz wird der Pirol in den nationalen Roten Listen geführt. In Deutschland ist der Pirol in der Vorwarnliste der Roten Liste enthalten. Im Bundesland Nordrhein-Westfalen steht der Pirol als „stark gefährdet“ in der Roten Liste, in Niedersachsen und Bremen mit „gefährdet“. Der Pirol ist gemäß § 7 Abs. 2 Nr. 13 b) Bundesnaturschutzgesetz eine in Deutschland besonders geschützte Art. Er war 1990 Vogel des Jahres.
Weltweit wird die Art in der Roten Liste der IUCN aufgrund der stabilen Bestandszahlen und des extrem großen Brutgebiets von etwa 26.600.000 km² als „nicht gefährdet“ (Least Concern) eingestuft. Die Populationsgröße wird mit 17 bis 32 Millionen Individuen angegeben.

## Pirol und Mensch

### Andere Bezeichnungen

Pirol im Wappen von Göttin (Lauenburg)

Nach Brehms Thierleben von 1882 wurde der Pirol volkstümlich neben Vogel Bülow und Goldamsel unter anderem auch Pfingstvogel genannt. Diesen Namen verdankte er der Gewohnheit, zumeist erst im Mai in Mitteleuropa einzutreffen.

### Heraldik
Durch den gleichklingenden Ruf kam das Adelsgeschlecht von Bülow zu seinem Wappentier. Vicco von Bülow nahm als Künstlernamen den französischen Namen des Vogels an: Loriot. Der Vogel wird bei Wappen als gemeine Figur verwendet.
Der Pirol war das Maskottchen der Mineralölmarke Minol. Zudem ist er Wappentier der Fliegergruppe der Bundespolizei. In Verbindung mit einer pilotenbezogenen Kennnummer ist Pirol auch der Funkrufname des Flugdienstes der Bundespolizei nach dem Luftfahrthandbuch (AIP).